# Jordi Solé i Comas
Jordi Solé i Comas (Sabadell, 22 de juliol de 1966) és un periodista i escriptor català.
És llicenciat en Ciències de la Informació. Va començar la carrera periodística el 1987 com a redactor del Diari de Barcelona. Ha treballat també per a La Vanguardia, TV3, Fotogramas, RAC1, El Periódico, 8TV i Fantastic Magazine.
El 1999 Solé va treure a la llum Telemanía, las 500 mejores series de TV de nuestra vida (1999), un assaig sobre les millors sèries de televisió de la història. També ha publicat Hijo de dioses (2010), La isla de las brumas (2011), Conspiració a Tàrraco (2013), Barcelona Far West, ciutat d’espies (2012), La nit de Damballah (2015), Operació Judes (2016), El tigre i la duquessa (2020) i Per què no? (2021). El 2023 va guanyar el Premi Prudenci Bertran de novel·la amb L’any que vaig estimar Ava Gardner. És professor dels tallers d’escriptura de l’escola sabadellenca Escriptorium.

## Premis i reconeixements
- 2013 - Premi Nèstor Luján de novel·la històrica, per Conspiració a Tàrraco
- 2023 - Premi Prudenci Bertrana de novel·la, per L’any que vaig estimar Ava Gardner[7][8]